# Выборы главы городского округа Анадырь (2019)
Выборы главы городского округа Анадырь состоялись 8 сентября 2019 года в Единый день голосования. Победителем стал Леонид Николаев из партии «Единая Россия», набравший 1430 голосов (49,21%). Выборы прошли по мажоритарной системе: для победы кандидату достаточно было набрать простое большинство голосов.

## Предыстория
В марте 2019 года мэр Анадыря Илья Давиденко ушёл в отставку в связи с переходом на работу в Москве. В конце апреля на его место временно был назначен Леонид Николаев, который до этого занимал пост первого заместителя губернатора Чукотки.

## Кандидаты
| Кандидат                      | Деятельность/должность (на момент выдвижения) | Субъект выдвижения                                                           | Статус                 | Дата выдвижения | Дата регистрации/отказа |
| ----------------------------- | --- | ---------------------------------------------------------------------------- | ---------------------- | --------------- | ----------------------- |
| Бобкова Юлия Витальевна       | заместитель главного бухгалтера ГБУЗ "Чукотская окружная больница"                                                                               | самовыдвижение                                                               | отмена выдвижения      | 10 июля         | 19 июля                 |
| Гальцов Владимир Анатольевич  | Заместитель Председателя Комитета по законодательству и региональной политике в Думе Чукотского автономного округа                               | «Коммунистическая партия Российской Федерации», поддержан умным голосованием | зарегистрирован        | 8 июля          | 17 июля                 |
| Доржитаров Евгений Михайлович | индивидуальный предприниматель | самовыдвижение                                                               | зарегистрирован        | 2 июля          | 2 августа               |
| Евсеенко Инна Анатольевна     | исполняющий обязанности начальника Управления инкассации по Чукотскому автономному округу - филиал Российского объединения инкассации (РОСИНКАС) | «Либерально-демократическая партия России»                                   | отказано в регистрации | 21 июня         | 13 июля                 |
| Кульговец Андрей Павлович     | индивидуальный предприниматель | самовыдвижение                                                               | зарегистрирован        | 10 июля         | 2 августа               |
| Леонов Руслан Сергеевич       | индивидуальный предприниматель | самовыдвижение                                                               | зарегистрирован        | 3 июля          | 28 июля                 |
| Николаев Леонид Анатольевич   | исполняющий обязанности Главы городского округа Анадырь                                                                                          | «Единая Россия»                                                              | зарегистрирован        | 26 июня         | 17 июля                 |
| Рузанова Василиса Ивановна    | бухгалтер отдела бухгалтерского и налогового учета и отчетности АО "Чукотэнерго"                                                                 | самовыдвижение                                                               | отмена выдвижения      | 4 июля          | 15 июля                 |
| Шишкин Алексей Владимирович   | заместитель генерального директора ООО "Энергосервис"                                                                                            | самовыдвижение                                                               | отказано в регистрации | 10 июля         | 27 июля                 |
| Щегольков Андрей Геннадьевич  | пенсионер | самовыдвижение                                                               | отмена выдвижения      | 9 июля          | 19 июля                 |